# 龙凤场站

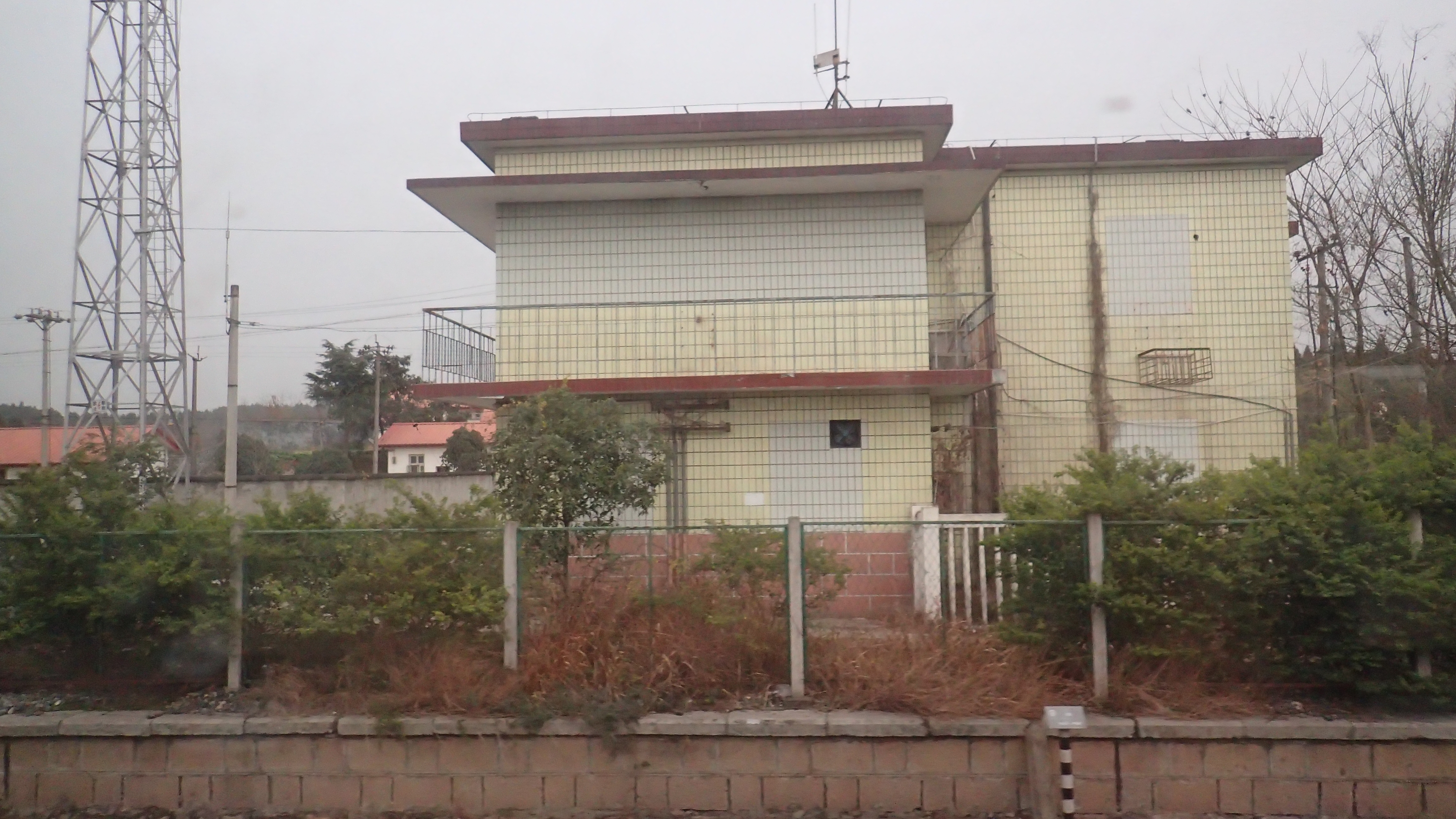
2017年，列车上拍摄的龙凤场站站房

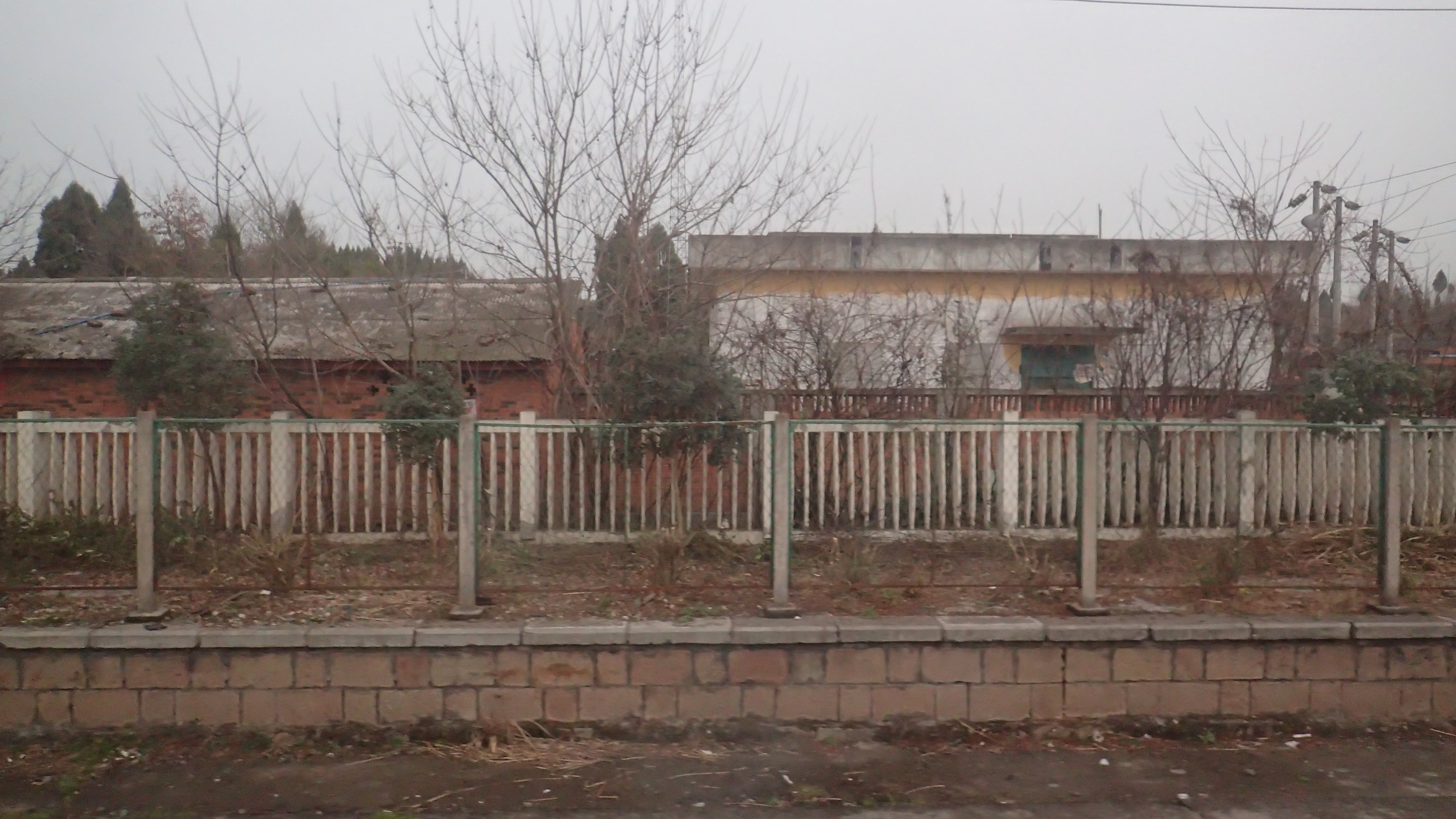
2017年，列车上拍摄的龙凤场站站台

龙凤场站是位于四川省江油市龙凤镇的一个铁路车站，邮政编码621708。车站建于1962年，有宝成铁路经过该站，现仅办货运业务，不办理客运业务。车站及其上下行区间均已电气化。车站距离宝鸡站532公里，隶属成都铁路局，是四等站。